# Крестовоздвиженская церковь (Иркутск)
Це́рковь Воздвиже́ния Че́стного и Животворя́щего Креста́ Госпо́дня — православный храм в Иркутске, расположенный в историческом центре города. Один из старейших православных храмов Иркутска. Наиболее самобытный памятник сибирского барокко.

## История
В 1717—1719 годах на Крестовой горе у начала Заморского тракта была построена первая деревянная двухэтажная церковь, которую освятил митрополит Филофей (Лещинский) (была возведена на месте большого креста на горе, который горожане установили практически сразу после основания Иркутского острога). В мае 1747 года вместо деревянной заложили каменную церковь. Строительство церкви закончилось к зиме 1760 года.
16 апреля 1851 года в церкви венчался Геннадий Невельской. В 2008 году в память об этом событии на стене храма была установлена мемориальная доска.
Свою известность церковь получила благодаря уникальной декоративной пластике фасадов. Богатая и обильная орнаментация занимает всё пространство внешних стен. Сложнейшие узоры созданы комбинацией простых геометрических фигур, присутствует растительный орнамент. Рисунок позволяет предположить влияние прикладного искусства местных народностей.
Единственный храм в Сибири, в котором полностью сохранились интерьеры XVIII века. Их сохранности, как ни странно, способствовало то обстоятельство, что после закрытия храма в 1936 году в нём был размещён антирелигиозный музей. Музейные работники спасли внутреннее убранство в качестве «экспонатов». А уже в 1943 году храм был возвращён верующим.
Единственный иркутский храм, внесенный в список уникальных храмов России как истинный образец «сибирского барокко». 
В 1944—1959 годах настоятелем Крестовоздвиженской церкви был протоиерей Николай Александрович Пономарёв (1876—1964), выпускник Иркутской духовной семинарии 1898 года. Митрополит Иркутский и Ангарский Вадим служил настоятелем церкви в сане архимандрита с 1988 по 1990 год.
В Крестовоздвиженской церкви венчался российский космонавт Анатолий Иванишин.
Крестовоздвиженской церкви посвящены стихи поэтов Глеба Пакулова и Ростислава Филиппова.